# Joe Melia
Joe Melia (eigentlich Giovanni Philip William Melia; * 23. Januar 1935 in Islington; † 20. Oktober 2012 in Stratford-upon-Avon) war ein britischer Schauspieler.

## Leben
Melia wurde als Sohn italienischer Einwanderer, die sich während des Zweiten Weltkrieges in Leicester niederließen, geboren. Nach Schulzeit und Dienst beim Intelligence Corps trat er am Downing College auf der Bühne auf, was 1959 zu einer Filmrolle in Too Many Crooks führte. In der Hauptsache verschrieb Melia sich jedoch der Bühnenarbeit; im Musical Irma La Douce unter der Regie von Peter Brook, in Jonathan Millers Beyond the Fringe at a Fortune und vor allem in A Day in the Death of Joe Egg nach Peter Nichols wurde er bekannt und gefeiert. Seinen Humor und trockenen Witz konnten auch Film- und Fernsehzuschauer genießen; immer wieder aber Theaterbesucher. 16 Jahre lang gehörte Melia der Royal Shakespeare Company an; 1982 gewann er einen Oliver für seine Darstellung eines jüdischen Arztes, der ein guter Deutscher sein möchte, in CP Taylors Good.

## Filmografie (Auswahl)
- 1959: Zu viele Gauner (Too Many Crooks)
- 1965: Tod am Morgen (Four in the Morning)
- 1966: Modesty Blaise – Die tödliche Lady (Modesty Blaise)
- 1967: Der Mann mit dem Koffer (Man in a Suitcase) (Fernsehserie, 1 Folge)
- 1969: Oh! What a Lovely War
- 1969: A Talent for Loving
- 1981: Per Anhalter durch die Galaxis (The Hitchhiker´s Guide to the Galaxy)
- 1983: Im Zeichen der Vier (The Sign of the Four)
- 1983: Hey, Soldat – dein Täschchen brennt (Privates on Parade)

## Bühnenrollen (Auswahl)
- 1960: Irma La Douce
- 1963: Beyond the Fringe at the Fortune
- 1965: Happy End
- 1967: A Day in the Death of Joe Egg
- 1970: Enter Solly Gold
- 1972: The Threepenny Opera
- 1973: Who's Who
- 1977: Privates on Parade
- 1987: The Balcony at the Barbican
- 1987: The Winter's Tale
- 1992: Heartbreak House